# Provinz Ladislao Cabrera
Ladislao Cabrera ist eine Provinz im südlichen Teil des Departamento Oruro im südamerikanischen Anden-Staat Bolivien. Die Provinz trägt ihren Namen zu Ehren des Freiheitskämpfers Ladislao Cabrera (1830–1921).

## Lage
Die Provinz Ladislao Cabrera ist eine von sechzehn Provinzen im Departamento Oruro. Sie liegt zwischen 19° 02' und 19° 56' südlicher Breite und zwischen 66° 35' und 67° 43' westlicher Länge.
Sie grenzt im Norden an die Provinz Sud Carangas, im Westen an die Provinz Sabaya, im Süden an das Departamento Potosí, im Osten an die Provinz Eduardo Avaroa und im Nordosten an die Provinz Sebastián Pagador.
Die Provinz erstreckt sich von Norden nach Süden über 100 Kilometer und von Osten nach Westen über 125 Kilometer.

## Bevölkerung
Die Einwohnerzahl der Provinz Ladislao Cabrera ist in den vergangenen drei Jahrzehnten auf mehr als das Zweieinhalbfache angestiegen:
| Jahr | Einwohner | Quelle       |
| ---- | --------- | ------------ |
| 1992 | 7 363     | Volkszählung |
| 2001 | 11 698    | Volkszählung |
| 2012 | 14 678    | Volkszählung |
| 2024 | 19 086    | Volkszählung |

Wichtigstes Idiom der Provinz ist Aymara, das von 90,5 Prozent der Bevölkerung gesprochen wird, vor Spanisch (86,4 Prozent) und Quechua (19,7 Prozent). 42,5 Prozent der Bevölkerung sind jünger als 15 Jahre alt. (2001)
99,9 Prozent der Bevölkerung haben keinen Zugang zu Elektrizität, 90,0 Prozent leben ohne sanitäre Einrichtung (1992).
82,4 Prozent der Erwerbstätigen arbeiten in der Landwirtschaft, 0,1 Prozent im Bergbau, 1,8 Prozent in der Industrie, 15,7 Prozent im Dienstleistungsbereich (2001).
85,4 Prozent der Einwohner sind katholisch, 10,2 Prozent sind evangelisch (1992).

## Gliederung
Die Provinz untergliederte sich bei der letzten Volkszählung von 2024 in die folgenden beiden Verwaltungsbezirke (bolivianisch „Municipios“):
- 04-0801 Municipio Salinas de Garcí Mendoza – 15.906 Einwohner
- 04-0802 Municipio Pampa Aullagas – 3.180 Einwohner

## Ortschaften in der Provinz Ladislao Cabrera
- Municipio Salinas de Garcí Mendoza
  - Salinas de Garcí Mendoza 593 Einw. – Challuma 289 Einw. – Puqui 274 Einw. – Lupuyo 237 Einw. – Catuyo 196 Einw. – Challacota 184 Einw. – Sighualaca 172 Einw. – Concepción de Belén 148 Einw. – Chalhua 146 Einw. – Tambo Tambillo 137 Einw. – Ucumasi 133 Einw. – Playa Verde 126 Einw. – Villa Esperanza Quinsuyo 117 Einw. – Aroma 115 Einw. – Jirira 109 Einw. – San Martín 38 Einw.

- Municipio Pampa Aullagas
  - Pampa Aullagas 1074 Einw. – Bengal Vinto 351 Einw. – Ichalula 244 Einw.